# Pokolj u Matićima 7. kolovoza 1995.
Pokolj u Matićima, ratni zločin koji je počinilo topništvo Vojske Republike Srpske 7. kolovoza 1995. godine.
Neposredni povod bio je svježi i potpuni poraz pobunjenih srpskih snaga u operaciji Oluji i razbijanje velikosrpske pobunjeničke paradržave u Hrvatskoj. Frustraciji je pridonio raniji neuspjeh operacije Plamen, također motiviranoj osvetom i iz bijesa zbog teškog poraza u operaciji Bljesku, kad su pokušale snage VRS osvojiti Orašje. 7. kolovoza 1995. su snage VRS kojima su zapovijedali generali Ratko Mladić i Momir Talić granatirale selo Matiće kod Orašja pri čemu su ubili osmero hrvatske djece. Nažalost, ovaj velikosrpski zločin nad hrvatskim civilima hrvatski mediji slabo su i gotovo nikako popratili, a protjekom vremena situacija se nikako nije popravila.